# Azza Soliman
Azza Soliman (Arabisch: عزة سليمان) (4 augustus 1968) is een Egyptische mensenrechtenverdediger die opkomt voor vrouwelijke slachtoffers van misbruik.

## Biografie
Geboren in 1968 in een gezin met 5 dochters, werd Azza door haar vader gestimuleerd om te gaan studeren en moest ze nooit een hidjab te dragen. Ze studeert af als advocate en groeit uit tot een van de persoonlijkheden die strijdt voor mensenrechten in Egypte. In 1995, start ze het Centre for Egyptian Women’s Legal Assistance (CEWLA, of in het Nederlands: Centrum voor Legale Bijstand voor Egyptische vrouwen). Vanaf 1997 start het CEWLA met vormingen en verspreiden van legale informatie over gendergelijkheid. Deze niet-gouvernementele organisatie doet aan onderzoek en communiceert over verschillende onderwerpen: gendergerelateerd geweld, eerwraak, vrouwelijke genitale verminking, de khul, nieuwe juridische interpretaties van de sharia, het statuut van christenen, etc.
Na de Egyptische revolutie in 2011 verandert de politieke situatie erg snel. Er is een opeenvolging van machtswissels. Azza blijft erg waakzaam tijdens deze periode, en trekt als reactie op de moeilijke situatie waarin vrouwen zich bevinden de straat op. Ze getuigt over de intimidatie waar vrouwen het slachtoffer van zijn.
In januari 2015 zit ze op het terras van een café. Ze ziet hoe de gemaskerde politieagenten een aanval uitvoeren op een vreedzame betoging ter herinnering van 25 januari 2011, de dag waarop de revolutie begon. Shaimaa al-Sabbagh (31) wordt voor haar ogen neergeschoten. Na het drama meldt ze zich vrijwillig aan bij de Procureur om te getuigen over de moord op Shaimaa al-Sabbagh die plaatsvond tijdens de aanval van de veiligheidsdiensten op de manifestatie. Ze onderstreept de verantwoordelijkheid die de politie heeft en legt klacht neer bij tegen de Minister van Binnenlandse Zaken en de veiligheidsdiensten. Aan het einde van haar getuigenis, ondervraagt de Procureur op zijn beurt Azza en stelt hij haar op de hoogte dat ook hij klacht tegen haar en vier andere getuigen neerlegt voor het "illegaal samenkomen" en "deelname aan een betoging die een dreiging kan is voor de nationale veiligheid". Op 23 maart 2015 wordt ze formeel in beschuldiging gesteld en aangeklaagd, samen met zes andere personen, voor "deelname aan een niet-toegelaten protest" en "schendig van openbare veiligheid". Op 23 mei 2015, spreekt de rechtbank haar vrij. Die vrijspraak wordt bevestigd in oktober door het Hof van Beroep, waarbij het openbare ministerie beroep aantekende.
Op 19 november 2016 wordt een nieuwe set van maatregels tegen haar ingevoerd. Wanneer Azza naar Jordanië wil voor een bijeenkomst over vrouwenrechten in de Islam, meldt de politie op de luchthaven haar dat ze een uitreisverbod had. Niet veel later, verneemt ze dat zowel haar eigen bankrekeningen als die van haar kabinet bevroren werden. Azza gaat naar haar bank en vraagt de rekeningen vrij te geven. De bank kan immers geen officieel rechterlijk bevel voorleggen en zegt dat ze het deden op mondelinge aanvraag. Twee weken later, begin december, wordt ze aangehouden door de politie en naar het bureau van een rechter voor ondervraging. Ze wordt dit keer beschuldigd onder de nieuwe wet aangaande non-gouvernementele organisaties die stelt dat NGO's geen buitenlandse fondsen mogen ontvangen. De beschuldigingen worden bevestigd door een rechtbank op 14 december 2016. Ook het reisverbod, de inbeslagname van haar bezittingen en het bevriezen van haar bankrekeningen worden bevestigd. Een solidariteitsbeweging komt in actie om haar ter hulp te schieten.